# Nyomi Banxxx
Nyomi Banxxx (født 14. oktober 1972 i Chicago, Illinois), er en amerikansk pornoskuespiller. Hun har medvirket i 70 pornofilm siden 2006.